# Mitt i vintern var det
Mitt i vintern var det är en julpsalm, som är baserad på en dikten In the Bleak Midwinter av den engelska poeten Christina Rossetti skriven före 1872 som ett genmäle på en begäran om en juldikt i tidskriften Scribner's Monthly. Den gavs ut 1904 i Rossettis postuma antologi Poetic Works och blev en julpsalm när den togs med i The English Hymnal 1906, tonsatt av Gustav Holst.
Psalmen finns i Den svenska psalmboken (1986) som nummer 428 under överskriften ”Jul”. Den svenska texten skrevs av Anna Greta Wide 1962.